# Villanovska kultura
Villanovska kultura je bila najzgodnejša železnodobna kultura srednje in severne Italije, ki je nenadoma sledila bronastdobni kulturi Terramare in v 7. stoletju pred našim štetjem prispevala k vse bolj orientalizirani kulturi, na katero so vplivali grški trgovci, ki so ji brez prekinitve sledili Etruščani. Villanovska kultura in ljudje so se razvili iz kulture  kulture žarnih grobišč srednje Evrope.  Villanovanci so na italijanski polotok uvedli železarstvo; prakticirali so kremiranje in pokopali pepel svojih mrtvih v lončarske žare z značilno obliko dvojnega stožca.
Ime Villanova prihaja iz mesta prvih arheoloških najdb v zvezi s to sodobno kulturo, ostanki pokopališča, ki se nahajajo v bližini Villanove (Castenaso, 8 kilometrov jugovzhodno od Bologne) v severni Italiji. Izkopavanja, ki so trajala od leta 1853 do 1855, je izvedel znanstvenik, lastnik, Giovanni Gozzadini in odkril 193 grobnic, od katerih je bilo šest ločenih od ostalih, kot da bi to pomenilo poseben družbeni status. Dobri grobovi, obloženi s kamni, so vsebovali pogrebne žare; bili so samo občasno oplenjeni, večina pa je bila nedotaknjena. Leta 1893 je bila odkrita še druga značilna nekropola v Verucchio, s pogledom na jadransko obalno ravnino.
Značilnost grobišča povezuje Villanovsko kulturo z osrednjo evropsko kulturo žarnih grobišč (1300-750 pr. n. št.) in Halštatsko kulturo (ki je nasledila kulturo žarnih grobišč), tako da jih ni mogoče razkriti v svoji zgodnejši faze. Kremirani ostanki so bili postavljeni v žare in nato pokopani. Običaj, za katerega se domneva, da izvira iz Villanovske kulture, je uporaba krožnih žar, oblikovane kot majhna koča in druge napredne oblike. Značilna sgraffito dekoracija svastik, meandrov in kvadratov je bila vpraskana z glavnikom podobnim orodjem. Žaro so spremljali preprosta bronasta fibula, britvice in prstani.

## Periodizacija
Kultura je v glavnem razdeljena na Proto-Villanovsko kulturo (Villanovska I.) od okoli 1100 do okoli 900 pr. n. št. in pravo Villanovsko kulturo (Villanovska II) od okoli 900 do okoli 700 pr. n. št. To obdobje je prišlo tik pred ustanovitvijo etruščanskih mest.
Kasnejša faza (Villanovska II) je zaznamovala korenite spremembe, dokazila o stiku s helensko civilizacijo in trgovino s severom vzdolž Jantarne ceste: steklena in oranžna ogrlica na ženskah, bronasto orožje in pribor za konje ter razvoj elitnih grobov v nasprotju s prejšnjo egalitarno kulturo. Grobnice in pokopi s truplom (pogrebi) so se razvili ob strani s prejšnjimi običaji kremacije.
Range[edit]
Na splošno so bila Villanovska naselja osredotočena v jadranski Etruriji, v Emiliji - Romanji (zlasti v Bologni in Verucchio, blizu Riminija), v Marke (Fermo) in v Laciju. Nadaljnje proti jugu Villanovska grobišča za kremacijo najdemo v Kampaniji, v Kapui, »knežje grobnice«  v Pontecagnano blizu Salerna , pri Capo di Fiume, v Vallo di Diano in v Sala Consilina. Mala raztresena Villanovska naselja so pustila nekaj sledi, razen njihovih trajnejših grobišč, ki so bila nekoliko oddaljena od naselij - večinoma zato, ker so bila naselbinska mesta zgrajena v etruščanskih časih. Ta kontinuiteta mest spodbuja sodobno mnenje, ki mu na splošno sledi Massimo Pallottino v zvezi z Villanovsko kulturo kot prednikov etruščanske civilizacije.

## Vprašanje identitete
Te kulturne sledi morda niso neposredno enakovredne razširjeni etnični kulturi, ki se je opredelila kot enakovredna "Villanovski", je predlagal Renato Peroni; po navadi temeljijo na keltskem in italskem izvoru, pri čemer dodajajo težave pri ocenjevanju, kdo je "ustanovil" kulturo.